# Dave Kerr
David Alexander „Dave“ Kerr (* 11. Januar 1910 in Toronto, Ontario; † 11. Mai 1978) war ein kanadischer Eishockeytorwart, der von 1930 bis 1941 für die Montreal Maroons, New York Americans und New York Rangers in der National Hockey League spielte. 

## Karriere
Während seiner Juniorenzeit spielte er für den Toronto Canoe Club in der OHA. 1929 wechselte er nach Montreal, wo er mit den Montréal AAA den Allan Cup gewann. In der Saison 1930/31 gab er bei den Montreal Maroons sein Debüt in der NHL.
Dort hatte er die Nachfolge von Clint Benedict angetreten. Im Torwartduo mit James Walsh wurde er im Jahr darauf von Normie Smith verdrängt. Für ein Spiel wurde er an die New York Americans ausgeliehen, um den verletzten Roy Worters zu ersetzen. Zur Saison 1932/33 später kehrte er ins Team der Maroons zurück. 
Nach zehn Spielen in der Saison 1934/35 wechselte er zu den New York Rangers. 1938 war er der zweite Eishockeyspieler, der es auf das Titelblatt der Zeitschrift Time schaffte. Seine sechste Spielzeit in New York, die Saison 1939/40 war seine erfolgreichste. Persönlich wurde er mit der Vezina Trophy ausgezeichnet, mit den Rangers gewann er den Stanley Cup. Er spielte noch eine Saison, bevor er seine Karriere beendete.
Nach seiner Zeit als Eishockeyspieler kaufte er sich ein Hotel in Belleville.

## Sportliche Erfolge
- Allan Cup: 1930
- Stanley Cup: 1940

### Persönliche Auszeichnungen
- First All-Star Team: 1940
- Second All-Star Team: 1938
- Vezina Trophy: 1940